# Reginward
Reginward (auch Reginwart) war ein Erzbischof in Bremen, der im Jahr 916 im Amt war. Über ihn ist wenig mehr bekannt, als seine Stellung zwischen den Erzbischöfen Hoger und Unni, aus deren Todes- bzw. Weihedaten die Amtszeit Reginwards erschlossen wird.